# IC 499
IC 499 је спирална галаксија у сазвјежђу Жирафа која се налази на листи објеката дубоког неба у Индекс каталогу.
Деклинација објекта је + 85° 44' 26" а ректасцензија 8h 45m 17,3s. Привидна величина (магнитуда) објекта IC 499 износи 13,0 а фотографска магнитуда 13,9. IC 499 је још познат и под ознакама UGC 4463, MCG 14-4-54, CGCG 363-46, CGCG 364-5, NPM1G +85.0024, most northern IC, PGC 24602.